# 6.25 전쟁 기간 영국의 군사사
6.25 전쟁 참전국 중 영국군은 1950년 6월 27일 영국의 6.25 전쟁 파병을 결정한 이후, 홍콩에 주둔하던 극동함대의 일부를 비롯한 본토의 제29보병여단, 제41해병독립특공대 등을 포함하여 전쟁이 휴전될 때까지 총 56,000명의 병력을 파견하였다. 이후 창설된 영연방 제1사단을 필두로 하여 적성 전투, 가평 전투, 고양 전투 등에서 남하하는 북한군과 중공군을 저지하는 등의 활약을 펼쳤다. 영국군은 여러 전투와 작전에서 1,078명이 전사하고 2,764명이 부상당했으며 179명이 실종되고 978명이 포로가 되어 총 4,909명의 인명피해를 입었다. 전사자 중 885명은 부산 유엔기념공원에 안장되어 있다. 영국은 육군, 해군, 해병대를 파견하여 막강한 군사력을 과시하는 한편, 미군과의 공조를 통해 전쟁을 치르고, 오스트레일리아, 뉴질랜드, 남아프리카공화국, 인도 등의 영연방국의 참전에 상당한 영향력을 미쳤다.

## 참전 경과
북한의 남침 소식을 접한 영국은 미국에 이어 두 번째로 전투부대를 파견하고, 영연방국가를 비롯한 우방국에 대해 유엔군 창설에 협조하도록 외교적인 노력을 했다. 1950년 6월 27일, 유엔안보리의 한국에 대한 군사원조 제안에 지지를 표명한 영국은 다음날 홍콩에 주둔하고 있던 극동함대의 일부 함정을 파견하기로 결정하였다. 이에 따라 영국 해군은 6월 29일 경항공모함 1척, 순양함 2척, 구축함 3척 그리고 프리깃함 3척 등 총 8척으로 편성된 함대를 파견하여 미 극동해군사령부 통제 하에 한국 해역에서의 해상 작전에 참가하였다. 영국은 국내 언론의 비난과 미국의 요청 등 여론과 압력에 따라 7월 26일 제29보병여단 파병을 결정하고 이를 공식발표하였다. 8월 20일 긴급조치로 파병준비에 착수한 제29여단에 우선하여 홍콩에 주둔중인 2개 보병대대를 파견하기로 결정하였다. 이에 따라 홍콩에 주둔하고 있던 제 40보병사단은 제27여단본부와 예하 아길대대 및 미들섹스대대를 선발한 후 8월 25일 항공모함 유니콘(Unicorn)호와 순양함 세일론(Ceylon)호에 승선시켜 한국에 파견하였다. 영국은 이들 외에도 본국에 대기하고 있던 제41해병독립특공대에서 225명을 선발하여 증강된 중대규모의 특수임무부대를 편성하여 파견하였다.
| 국명 | 계   | 전사/사망 | 부상 | 실종 | 포로 |
| ---- | ---- | --------- | ---- | ---- | ---- |
| 영국 | 4909 | 1078      | 2674 | 179  | 978  |

## 부대 편성
영국군은 파병 결정 이후, 홍콩에 주둔하던 극동함대의 제27보병여단를 시작으로 본토의 제29보병여단, 제41해병독립특공대와, 영연방 제1사단을 포함하여 총 56,000명의 병력을 파견하였다.

### 제27보병여단

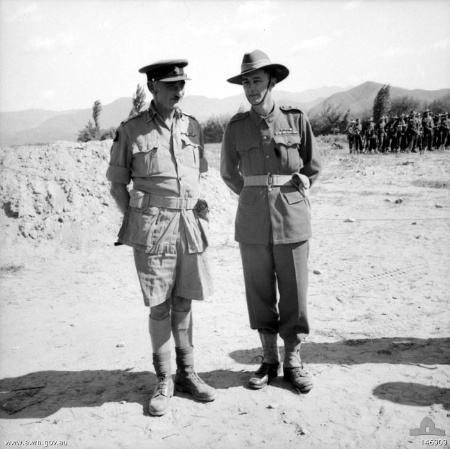
B.A. Coad 준장 (왼쪽)

1950년 8월 20일, 긴급조치로 홍콩에 주둔하고 있던 제40보병사단에서 제27여단본부와 예하의 아길대대 및 미들섹스대대를 선발한 후 8월 25일 항공모함 유니콘(Unicorn)호와 순양함 세일론(Ceylon)호에 승선시켜 한국에 파견하였다.
| 부대명       | 지휘관 | 지휘관     | 지휘관         |
| 부대명       | 계급   | 성명       | 재임기간       |
| ------------ | ------ | ---------- | -------------- |
| 제27보병여단 | 준장   | B.A. Coad  | 1950.8.~1951.3 |
| 제27보병여단 | 준장   | B.A. Burke | 1951.3.~1951.4 |

다음은 제27보병여단에 배속된 대대 및 지휘관에 대한 표이다.
| 부대명                                         | 지휘관 | 지휘관       | 지휘관          |
| 부대명                                         | 계급   | 성명         | 재임기간        |
| ---------------------------------------------- | ------ | ------------ | --------------- |
| Middlesex연대 제1대대                          | 중령   | A.M. Man     | 1950.8.~1951.5. |
| Argyll and Southerland Highlanders연대 제1대대 | 중령   | C.L. Neilson | 1950.8.~1951.4  |

제27보병여단은 한국에 파견된 이후 영연방 제1사단이 창설되기 전까지 미 제1기병사단에 배속되어 전투를 수행했다. 이후 제27보병여단은 1951년 4월 제28보병여단으로 재편되어 영연방 제1사단에 배속되었다.

### 제29보병여단

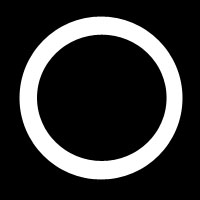
한국 전쟁 당시 제29보병여단 패치

1950년 10월 초, 본국에서 파병을 준비하고 있던 제 29여단도 전투편성이 완료되어 여단장 브로디(T. Brodie) 준장 지휘 하에 제대별로 영국을 출발하였다. 급하게 파견되었던 제27보병여단에 비해 제 29보병여단은 완전편성된 여단이었다. 그러나 여단이 한국에 도착했을 당시는 중공군의 참전으로 상황이 급박하게 돌아가고 있어 긴급하게 미 제187공수단에 배속되었다.
또한 벨기에대대와 룩셈부르크대대가 제29보병여단에 배속되었다.
| 부대명       | 지휘관 | 지휘관          | 지휘관            |
| 부대명       | 계급   | 성명            | 재임기간          |
| ------------ | ------ | --------------- | ----------------- |
| 제29보병여단 | 준장   | T. Brodie       | 1950.11.~1951.10  |
| 제29보병여단 | 준장   | A.H.G. Ricketts | 1951.10.~1952.12. |
| 제29보병여단 | 준장   | D.A.Kendrew     | 1952.12.~1953.11. |
| 제29보병여단 | 준장   | R.N.H.C. Bray   | 1953.11~미상      |

다음은 제29보병여단에 배속된 대대 및 지휘관에 대한 표이다.
| 부대명                                     | 지휘관 | 지휘관            | 지휘관            |
| 부대명                                     | 계급   | 성명              | 재임기간          |
| ------------------------------------------ | ------ | ----------------- | ----------------- |
| Royal Northumberland Fusiliers연대 제1대대 | 중령   | K.O.N. Foster     | 1950.11.~1951.4.  |
| Royal Northumberland Fusiliers연대 제1대대 | 중령   | M.C. Speer        | 1951.4.~미상      |
| Gloucester연대 제1대대                     | 중령   | J.P. Carne        | 1950.11.~1951.10. |
| Gloucester연대 제1대대                     | 중령   | D.B.A. Grist      | 1951.10.~미상     |
| Royal Ulster Rifles연대 제1대대            | 중령   | R.J.H. Carson     | 1950.11.~1951.10. |
| Welch연대 제1대대                          | 중령   | H.H. Deane        | 1951.11.~1952.11. |
| Black Watch연대 제1대대                    | 중령   | D. McN.C. Rose    | 1952.6.~1953.7.   |
| King`s Liverpool연대 제1대대               | 중령   | A.J. Snodgrass    | 1952.9.~1953.10.  |
| Duke of Wellington연대 제1대대             | 중령   | F.R.St.P. Bunbury | 1952.10.~1953.11. |

### 영연방 제1사단

영연방 제1사단의 어깨 패치

1951년 7월 28일, 영국 지상군이 영연방국가에서 파병된 부대들을 통합해 지휘할 목적으로 창설한 부대이다. 영국군 제28여단, 제29여단(벨기에, 룩셈부르크 배속), 캐나다군 제25여단이 주축이 되었다.
영국, 캐나다, 오스트레일리아 보병과 뉴질랜드군 포병, 캐나다군의 전차대대 및 공병대대, 인도 육군 의료부대 등이 배속되어 영연방 제1사단을 이루었다.
| 부대명         | 지휘관 | 지휘관         | 지휘관          |
| 부대명         | 계급   | 성명           | 재임기간        |
| -------------- | ------ | -------------- | --------------- |
| 영연방 제1사단 | 소장   | A.J.H. Cassels | 1951.7.~1952.9. |
| 영연방 제1사단 | 소장   | M.M.A.R. West  | 1952.9.~1953.10 |
| 영연방 제1사단 | 소장   | H. Murray      | 1953.10~미상    |

다음은 영연방 제1사단 중 영국군 제 28여단에 배속된 대대 및 지휘관에 대한 표이다.
| 부대명                                       | 지휘관 | 지휘관           | 지휘관           |
| 부대명                                       | 계급   | 성명             | 재임기간         |
| -------------------------------------------- | ------ | ---------------- | ---------------- |
| King`s Own Scottish Borderers연대 제1대대    | 중령   | J.F.M. Macdonald | 1951.4.~1951.10. |
| King`s Own Scottish Borderers연대 제1대대    | 중령   | D.H. Tadman      | 1951.10.~미상    |
| King`s Shropshire Light Infantry연대 제1대대 | 중령   | V.W. Barlow      | 1951.5.~1952.9.  |
| Royal Norfolk연대 제1대대                    | 중령   | H.R. Orlebar     | 1951.10.~1952.11 |
| Leicestershire연대 제1대대                   | 중령   | G.E.P. Hutchins  | 1951.10.~1952.6. |
| Durham Light Infantry연대 제1대대            | 중령   | P.J. Jeffreys    | 1952.9.~1953.9.  |

### 영국 해군극동함대 일부
1950년 6월 27일 유엔안보리의 한국에 대한 군사원조 제안에 지지한 다음 날, 홍콩에 주둔하던 극동함대의 일부 함정을 파견했다. 당시 함대는 경항공모함 1척, 순양함 2척, 구축함 3척, 프리깃함 3척으로 구성되었다. 함대는 미 극동해군사령부에 배속되어 통제를 받았다. 인천상륙작전에서 전과를 올린 함대는 서해안지원분대(TH-96.53)에서 서해지원전대(TG-95.1)로 승격되기도 했다.
파견 당시 9척에 그쳤던 함대에 비해, 1955년 3월 한국 해군이 서해안 작전 지휘관을 전담하며 철수할 때까지 항공모함 5척, 순양함 6척, 구축함 7척, 프리깃함 13척, 기타 함정 21척으로 총 52척의 영국 해군 함정이 전쟁에 참전했다.
| 구분     | 함정명 | 합계 |
| -------- | --- | ---- |
| 항공모함 | Triumph, Ocean, Theseus, Glory, Unicorn | 5척  |
| 순양함   | Belfast, Jamaica, Ceylon, Kenya, Newcastle, Birmingham                                                                                       | 6척  |
| 구축함   | Cossack, Consort, Comus, Concord, Constance, Cockade, Charty                                                                                 | 7척  |
| 프리깃함 | Mounts Bay, Morecamble, Black Swan, Whitesand Bay, Cardigan Bay, St. Bridges Bay, Alacrity, Modeste, Hart, Opossum, Sparrow, Crane, Amethyst | 13척 |
| 기타     | Maine(병원선), Tyne(보급선), Ladybird(본부선), 보조선 18척                                                                                   | 21척 |

### 제41해병독립특공대
영국 본토의 제41해병독립특공대에서 225명을 선발하여 중대 규모의 특수임무부대를 편성한 후 파견하였다. 이후 일본에 있는 미 극동해군에 배속되어 미 해병대와 연합으로 작전을 수행했다.

## 주요 전투

### 적성(설마리) 전투[19]
적성 전투는 중공군의 제1차 춘계공세 당시 영연방 제 29여단과 배속된 벨기에 대대가 1951년 4월 22일부터 25일까지 임진강 연안에서 중공군 제 65군의 공격을 지연시킨 방어전투이다.
적성은 경기도 파주시에 위치한 면의 이름이다. 경기도 파주시 적성면 설마리에는 이 적성 전투를 기리기 위한 기념 추모공원이 설립되어 있다.

### 적성(설마리) 전투

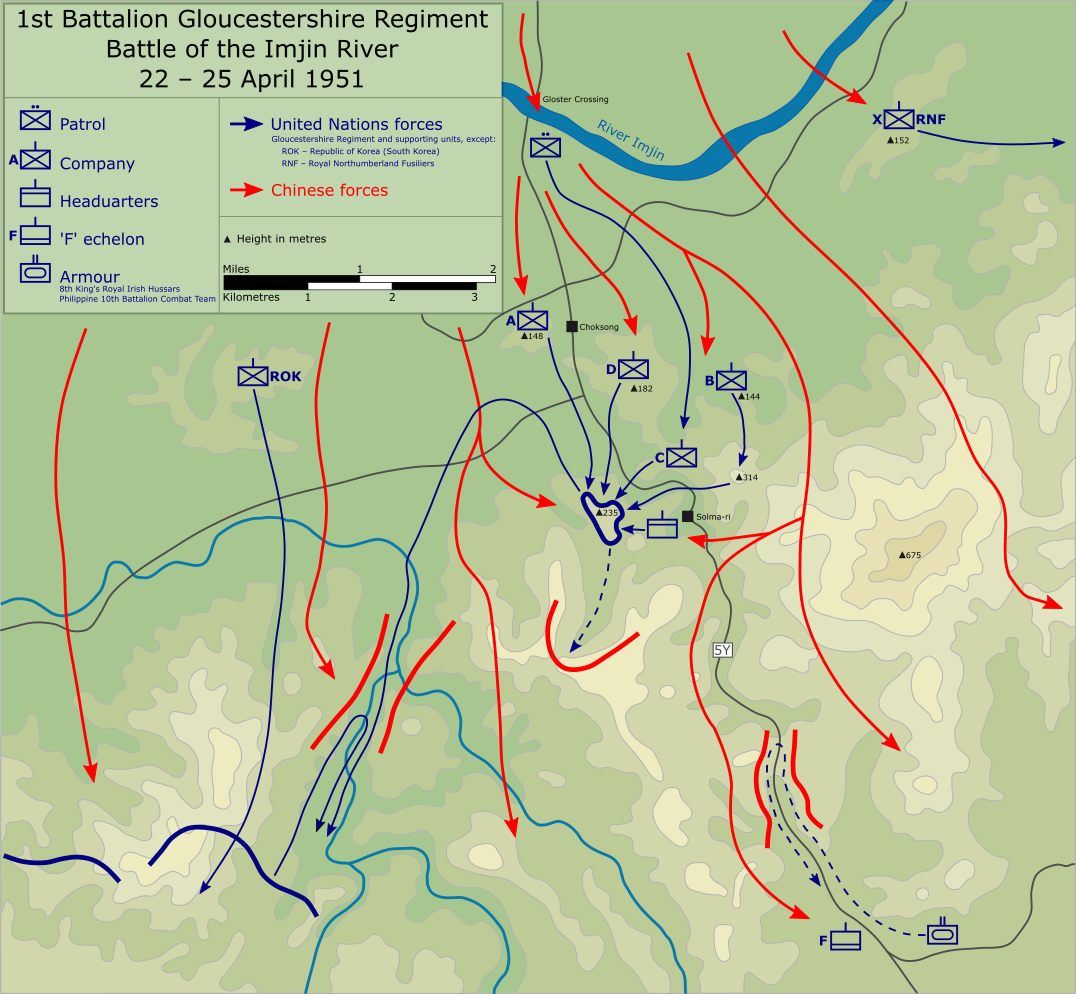
영국 글로스터대대의 적성 전투

#### 전투 개요

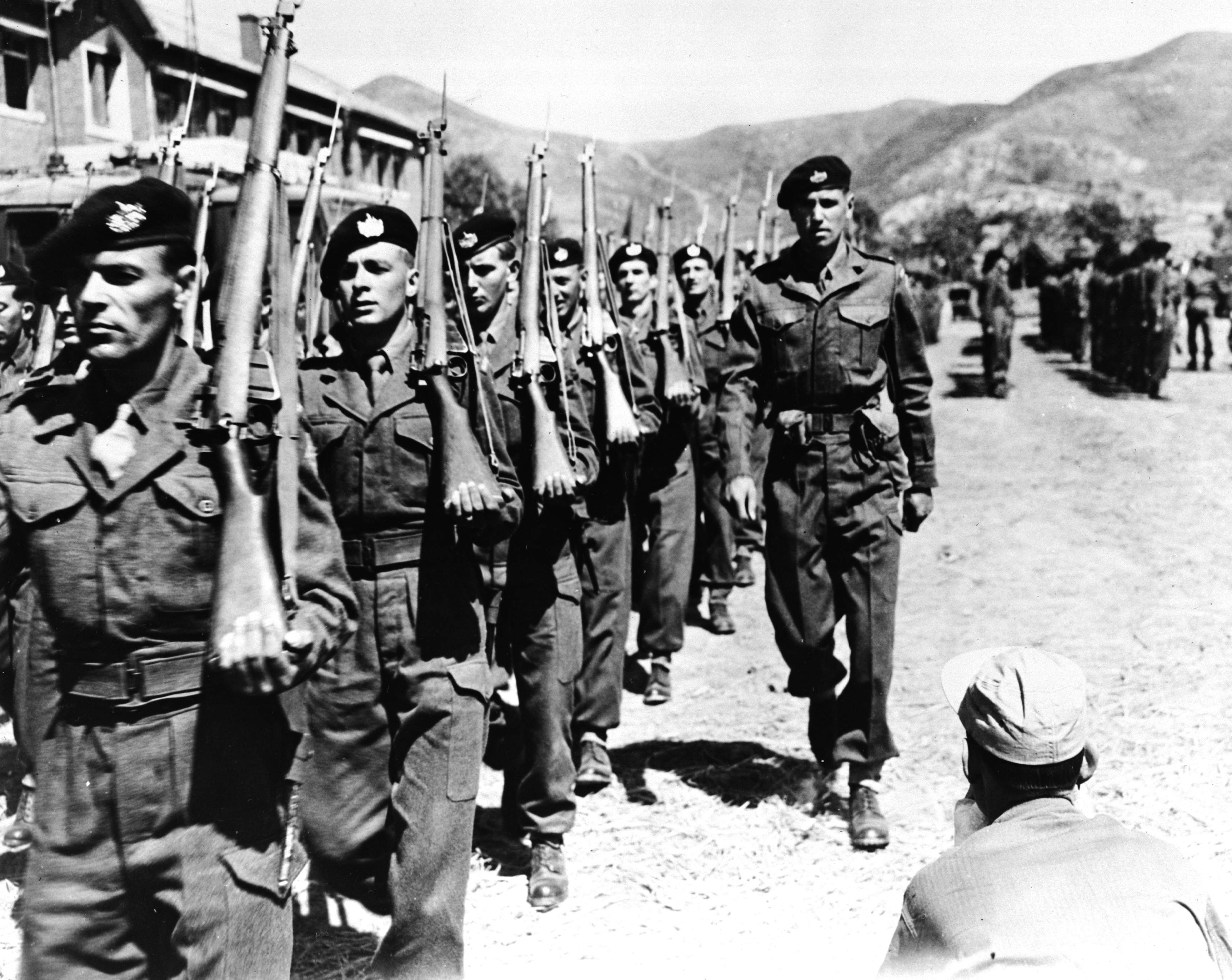
중공군과의 임진강 전투에서 공을 세운 영국군

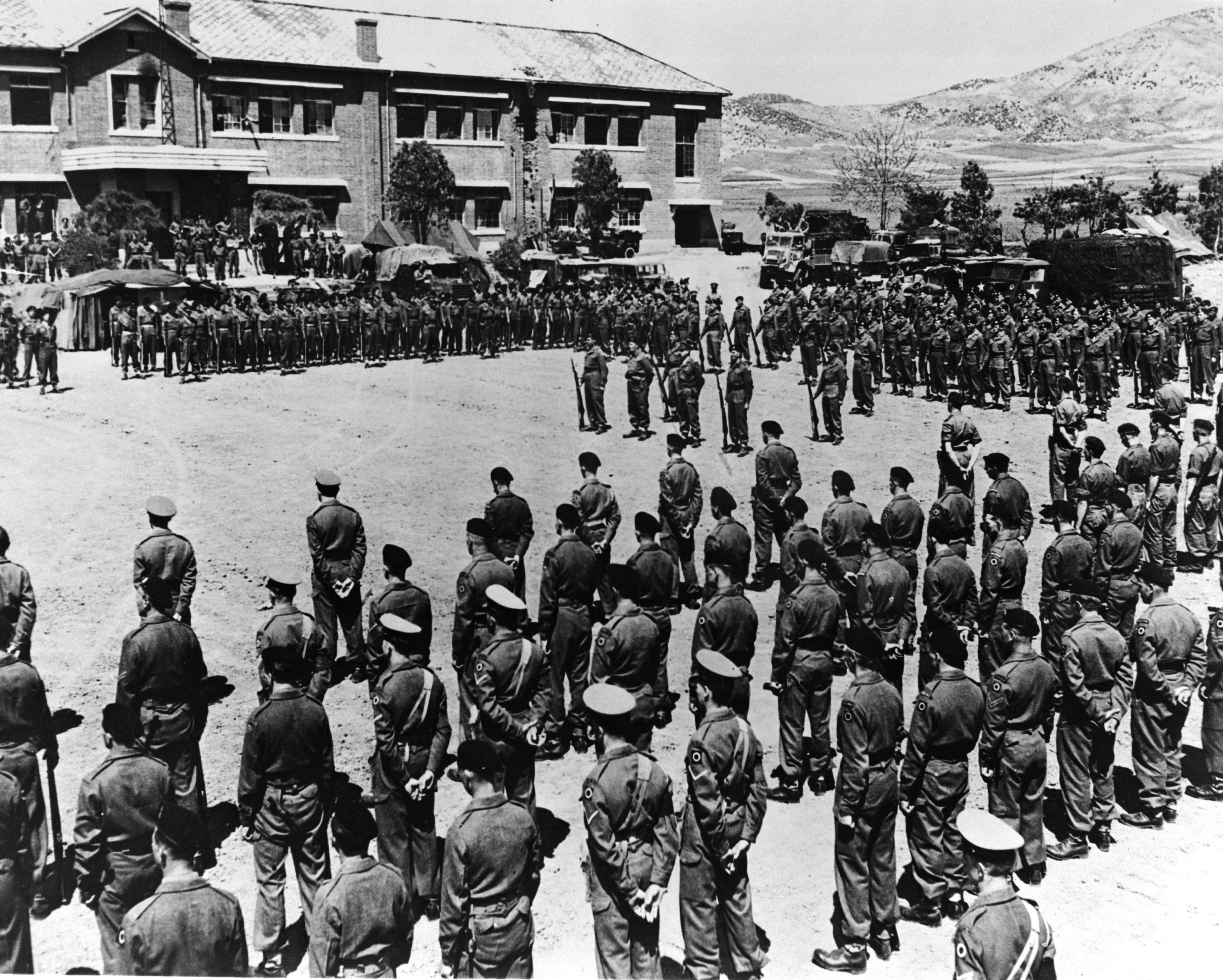
중공군과의 임진강 전투에서 공을 세운 영국군

얼스터방위연대의 휘장

| 전투기간                          | 병력 편성 | 병력 편성                                                           |
| --------------------------------- | --------- | ------------------------------------------------------------------- |
| 1951년 4월 22일 ~ 1951년 4월 25일 | UN군      | 영연방 제29여단(글로스터대대, 퓨질리어대대, 벨기에대대, 필리핀대대) |
| 1951년 4월 22일 ~ 1951년 4월 25일 | 중공군    | 중공군 제63군, 중공군 제65군                                        |

| 글로스터연대 제1대대             | 퓨질리어연대 제1대대         | 벨기에대대                   |
| -------------------------------- | ---------------------------- | ---------------------------- |
| 적성 일대에 감악산을 등지고 배치 | 강 남안의 장현리 일대에 배치 | 강 북안의 금굴사 일대에 배치 |

#### 전투 과정
1. 1951년 4월 22일 일명 ‘4월 공세’인 제 1차 춘계공세를 개시
2. 21시경 글로스터대대와 벨기에대대 주전지를 탐색공격 직후 전방 3개 대대 공격 개시
3. 글로스터대대는 148고지에서 적의 도하를 저지하였지만 인해전술과 파상공격으로 진지 일각이 와해되었고, 백병전 전개
4. 퓨질리어대대와 벨기에대대도 중공군과 격전
5. 중공군은 후속부대를 투입하여 3면에서 글로스터대대 집중 공격
6. 4월 23일 11시 글로스터대대는 대대장 칸(J. P. Carene) 중령의 명령으로 철수
7. A중대와 D중대는 설마리의 235고지로, B중대는 316고지로 철수
8. 퓨질리어대대 후방진지로 철수, 벨기에대대는 화산리로 이동
9. 중공군은 316고지의 글로스터대대 B중대 기습
10. B중대 백병전으로 맞서 싸웠으나 사상자 속출함에 따라 235고지로 철수
11. 4월24일 07시 30분경 필리핀대대를 투입하여 글로스터대대 구출작전을 시도하였으나 실패
12. 벨기에대대의 지원 아래 제2차 구출작전 실패
13. 글로스터대대는 설마리 고지에 사주방어진지를 구축하고 수차에 걸친 중공군의 공격 격퇴[21]
14. 글로스터대대 대대장 칸 중령은 외부 지원이 불가하다는 무전을 받은 후 남쪽 계곡만 통과하면 좌인접의 한국군 제 1사단으로 철수 가능하다는 판단 하 철수 명령 하달
15. 4월 25일 10시에 대대장을 비롯하여 군목과 군의관, 의무요원 등은 50여 명의 부상자와 함께 고지에 잔류한 가운데 D중대 엄호를 받으며 하산을 시작하였다.[22]
16. 남쪽으로 철수한 대대주력과 235고지에 잔류한 요원들은 중공군에 포로가 되거나 사살되었고, 북쪽으로 철수한 D중대원 39명만 한국군 제 1사단에 의해 구출되었다.[22]
17. 제 29여단은 군단 명령으로 벨기에대대 엄호 하 덕정으로 철수
18. 중공군은 전과확대를 노려 추격전 시작
19. 제 29여단은 철수 과정에서 다수의 인명 및 장비 피해를 입고 덕정과 의정부로 부산 철수하여 의정부에 재집결하였다.[22]

#### 결과
결과적으로 영연방 제29여단은 적성 전투에서 글로스터대대 D중대를 제외한 전 대대가 포로가 된 것을 포함하여 전체 병력의 1/3에 해당하는 손실을 입었다. 그러나 이 희생으로 적성-설마리-동두천으로 돌파하려는 중공군을 3일간이나 저지시켜 군단 주력부대들의 안전한 철수는 물론 서울 방어를 준비할 수 있는 시간을 획득하는 데 결정적으로 공헌하였다.

### 가평 전투[24]

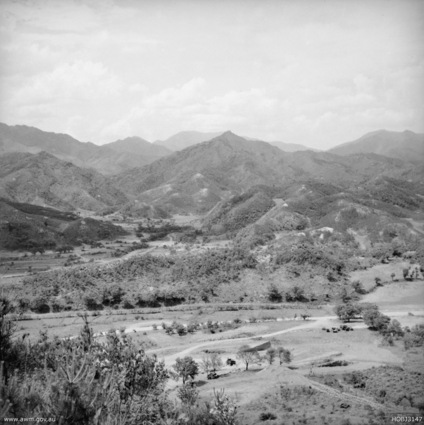
1952년 가평의 모습

가평 전투는 1951년 4월에 감행된 중공군 제 1차 춘계공세 당시 사창리 한국군 제6사단 전선으로 침공한 중공군 제20군이 가평 방면으로 돌파구를 확대하자 영연방 제27여단이 1951년 4월 23일부터 24일까지 가평천 일대에 저지진지를 편성하여 격퇴한 방어전투이다.

#### 전투 개요
| 전투기간                          | 병력 편성 | 병력 편성                                                                              |
| --------------------------------- | --------- | -------------------------------------------------------------------------------------- |
| 1951년 4월 23일 ~ 1951년 4월 24일 | 한국군    | 한국군 제 6사단                                                                        |
| 1951년 4월 23일 ~ 1951년 4월 24일 | UN군      | 영연방 제27여단(캐나다대대, 호주대대, 미 제72전차대대 1개 소대), 뉴질랜드 제16포병연대 |
| 1951년 4월 23일 ~ 1951년 4월 24일 | 중공군    | 중공군 제118사단                                                                       |

| 캐나다대대               | 호주대대           | 미 제72전차대대 1개소대 | 제2박격포대대 제B중대 | 제74공병대대 B중대와 C중대 | 뉴질랜드 제16포병연대와 미들섹스대대 |
| ------------------------ | ------------------ | ----------------------- | --------------------- | -------------------------- | ------------------------------------ |
| 좌전방 내촌 부근 677고지 | 우전방 죽둔리 일대 | 죽둔리                  | 504고지 후방          | 가평 북쪽                  | 가평 북쪽 가평천변                   |

#### 전투 과정
1. 4월 22일 중공군 제1차 춘계공세 감행
2. 중공군 제20군 예하 제60사단은 사창리 지역 한국군을 집중적으로 공격[26]
3. 한국군 제6사단, 뉴질랜드 제16포병연대 가평지역으로 철수
4. 4월 23일 저녁 영연방 제27여단장 버크(B. A. Burke) 준장은 미 제9단장으로부터 "뉴질랜드 포병연대로 한국군 제6사단을 지원하고, 예하 각 대대를 전방에 배치하여 이들의 철수로를 확보, 엄호하라"라는 명령을 받음[27]
5. 4월 23일 22시경 한국군 제6사단의 주력을 우회한 중공군은 호주대대 방어진지를 탐색한 후 다음날 01시 30분경 신속히 가평을 점령하기 위해 도로와 계곡을 따라 내려옴[28]
6. 호주대대 B중대, 전 화기로 집중 사격으로 중공군 격퇴
7. UN군 전차소대가 한국군을 중공군으로 오인하여 후퇴
8. 전차소대 후퇴로 전차의 위험에서 벗어난 중공군은 호주대대 B중대를 우회하여 대대 공격
9. 날이 밝자 중공군은 가평에 이르는 도로를 감제할 수 있는 고지를 확보한 채 끊임없이 공격[29]
10. 4월 24일 17시경 영국군 여단장, 호주대대 대대장에게 철수 명령 - 여단장은 호주대대의 우전방 감제고지인 504고지와 후방의 미들섹스대대의 지역이 적의 포격권에 들어있어 부상자 후송과 재보급에 문제가 되므로 이 지역에 장시간 체류하면 오히려 피해만 증가할 것으로 판단[30]
11. 4월 24일 20시경 중공군은 가평천 서쪽 캐나다대대진지에 박격포탄을 집중 후 증강된 1개 중대규모의 병력으로 공격 개시
12. 제16포병연대가 가평천을 도하하는 중공군을 집중 포격하고 대대가 전 화력을 집중하자 자정 무렵 중공군은 공격을 중지하고 철수[29]
13. 재정비를 완료한 중공군이 4월 25일 02시경 캐나다대대를 재공격하였으나, D중대 유인작전에 말려 UN군의 탄막사격으로 격멸[29]

#### 결과
4월 23일과 24일 양일간에 걸쳐 여단의 강력한 저지작전과 포병 화력지원에 많은 인명피해를 입게 된 중공군은 4월 25일 새벽에 공격을 포기하고 철수를 단행하여 가평전투는 영연방 제27여단 승리로 일단락되었다. 이 전투 결과 중공군은 유엔군 전선에 댛나 분할기도가 좌절되어 그들의 4월 공세에 차질을 초래하였고, 반면에 유엔군은 북한강 남쪽에 새로운 방어선을 구축할 수 있는 시간적 여유를 얻게 되었다.

### 고양 전투[32]
영국군 제29여단의 전 부대가 한국에 상륙하고 미 제1군단에 배속되어 서울로 연결된 주보급로 경비 임무 및 부대정비를 맡은 이후 발생한 첫 전투이다. 이 일대에서 중공군을 장시간 지연시키며 주력 부대들이 철수하는 데에 큰 기여를 했다.

#### 전투 개요
| 전투기간                        | 병력 편성 | 병력 편성 |
| ------------------------------- | --------- | --- |
| 1951년 1월 2일 ~ 1951년 1월 3일 | 한국군    | 한국군 제1사단 |
| 1951년 1월 2일 ~ 1951년 1월 3일 | UN군      | 영국군 제29여단(얼스터대대, 글로스터대대, 퓨질리어대대, 태국대대, 제7전차대대 C중대, 제8전차대대, 본부중대), 미 제1군단, 미 제 25사단 |
| 1951년 1월 2일 ~ 1951년 1월 3일 | 중공군    | 중공군 제39군, 중공군 제50군(제149사단 제446연대)                                                                                     |
| 1951년 1월 2일 ~ 1951년 1월 3일 | 북한군    | 북한군 제2군단 |

| 얼스터대대                                | 글로스터대대                            | 퓨질리어대대                              | 태국대대             |
| ----------------------------------------- | --------------------------------------- | ----------------------------------------- | -------------------- |
| 서울-의정부를 연결하는 서울 교외선 좌전방 | 서울-의정부를 연결하는 서울 교외선 중앙 | 서울-의정부를 연결하는 서울 교외선 우전방 | 신둔리 여단본부 경계 |

#### 전투 과정
1. 12월 31일 중공군의 제 3차 공세 단행(신정공세)
2. 중공군 제50군이 미 제1군단 우측 고량포 일대에서 임진강을 도하하여 제39군과 합세해 한국군 제1사단 공격
3. 전황이 불리해져 미 제8군사령관 리지웨이(Mattew B. Ridgeway) 중장이 제1군단, 제9군단에게 미 제25사단, 영 제29여단의 엄호 아래 철수 명령
4. 영 제29여단이 한국군 제1사단 엄호 위해 서울-의정부 교외선에 얼스터대대, 글로스터대대, 퓨질리어대대 배치
5. 영 제29여단이 태국대대에게 예비로 신둔리 여단 본부 경계 임무 부여
6. 1월 3일 04시경, 중공군 제50군 예하 제149사단 제446연대가 여단 좌전방 얼스터대대 집중 공격
7. 얼스터대대가 적의 최초 공격 저지하였으나, 이어진 공격에 진지 일부 돌파 허용
8. 09시경, 중공군 일부가 우전방의 퓨질리어대대 공격
9. 퓨질리어대대가 제7전차대대 C중대 지원 아래 14시경 격퇴
10. 후방 진출한 중공군이 예비 D중대진지를 공격하였으나, 11시경 D중대 역습으로 격퇴
11. 미 제8군사령관이 1월 3일 오전, 철수 명령[34]
12. 18시 30분경부터 제29여단 철수 시작
13. 글로스터대대와 퓨질리어대대는 접적 없이 신둔리 후방으로 철수
14. 얼스터대대는 우회 침투해 매복한 중공군으로부터 기습 공격[35]
15. 대대 상황 악화되자 여단장이 제8전차대대로 증강된 본부중대 투입
16. 자정 무렵까지 이어진 백병전 끝에 중공군 격퇴
17. 여단은 서울을 경유해 수원으로 철수

#### 결과

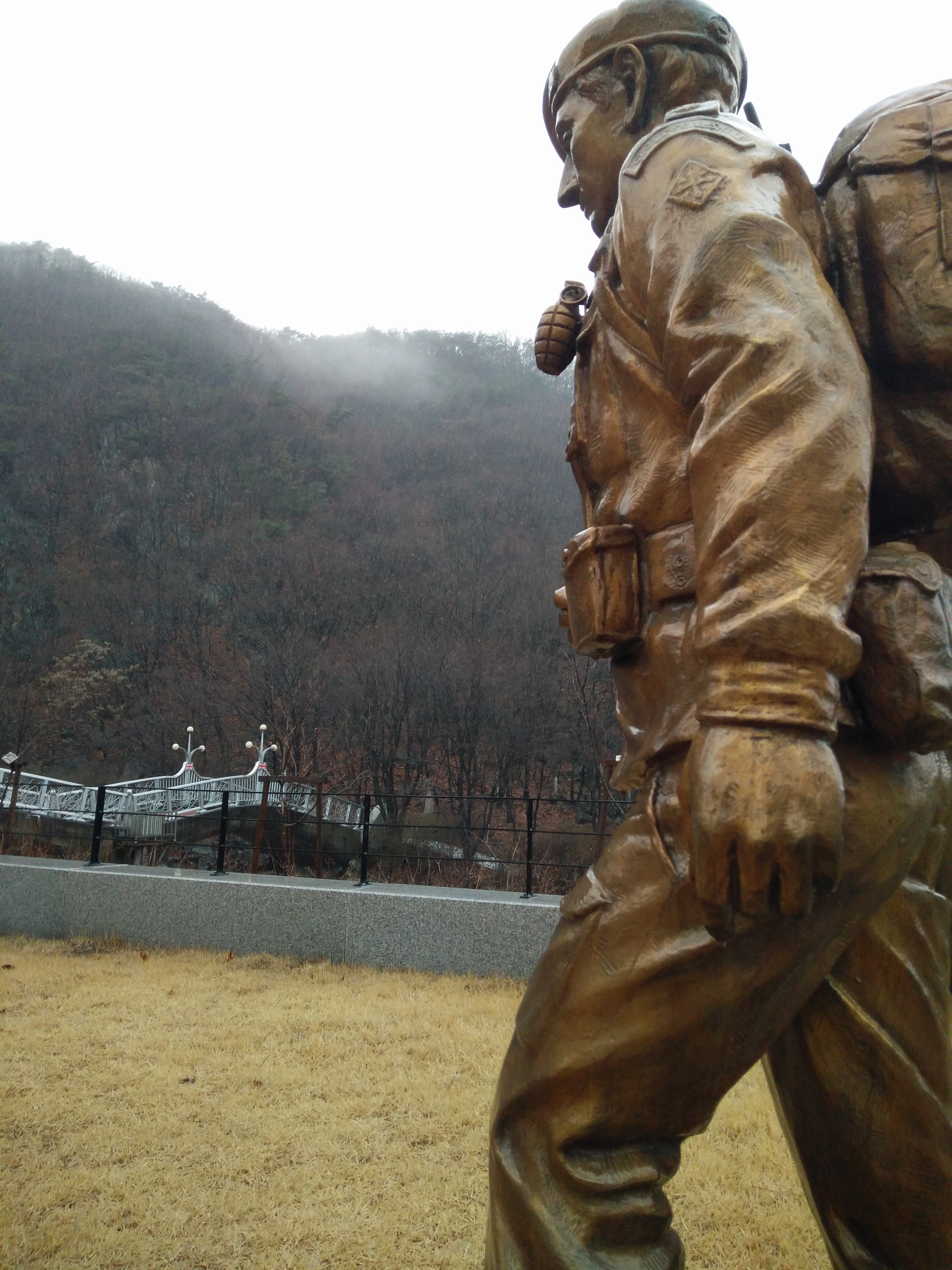
설마리 전투 추모공원의 영국군 조각상

이 전투에서 얼스터대대는 부대대장과 전차파견대장이 전사하는 등 300여 명의 인원과 전차 10대가 포함된 다수의 장비가 파괴되는 병력손실을 입었으나, 이에 굴하지 않고 고양 일대에서 중공군을 장시간 지연시키며 군단 주력부대들이 안전하게 한강 남쪽으로 철수하는데 크게 공헌하였다.

## 참전 기념물

### 영국군 설마리 전투 추모 공원
영국군 설마리 전투 추모 공원은 설마리 전투에서 희생된 영국군을 기리기 위해 경기도 파주시 적성면 설마리에 설립된 추모공원이다. 2014년 준공된 이 추모공원의 설립식에는 국가보훈처의 초청으로 한국 전쟁 영국군 참전용사들도 자리에 함께 했다.
설마리 전투를 기리기 위한 공원의 한 기념물에는 "Freedom, Friendship, Peace(자유, 우정, 평화)"가 새겨져 있는데, 이는 영국군이 끝까지 지키려고 했던 것들이다.
당시 글로스터 대대장인 제임스 칸(J. P. Carene) 중령은 혹독한 포로 생활 끝에 본국으로 송환되어 영국 최고 빅토리아 훈장을 수여받았다. 그가 포로 생활을 견디기 위해 만들었던 돌 십자가의 모형이 이 곳에 전시되어 있다.
이외에도 영국군의 상징인 베레모 조형물과 35m 추모의 벽 조형물 등 다양한 추모 기념물들이 위치해 있다.

### 런던 한국전 참전기념비
런던 한국전 참전기념비(Korean War Memorial)는 영국 런던 템즈 강변에 위치한 기념비로, 한국 전쟁에 참전한 영국군을 기리기 위해 만들어졌다. 2014년 12월 3일 준공식이 열렸다. 참전비는 영국의 식민지 개척을 위해 공을 새운 찰스 고든 장군 동상이 있는 영국 국방부 뒷마당에 세워졌다.

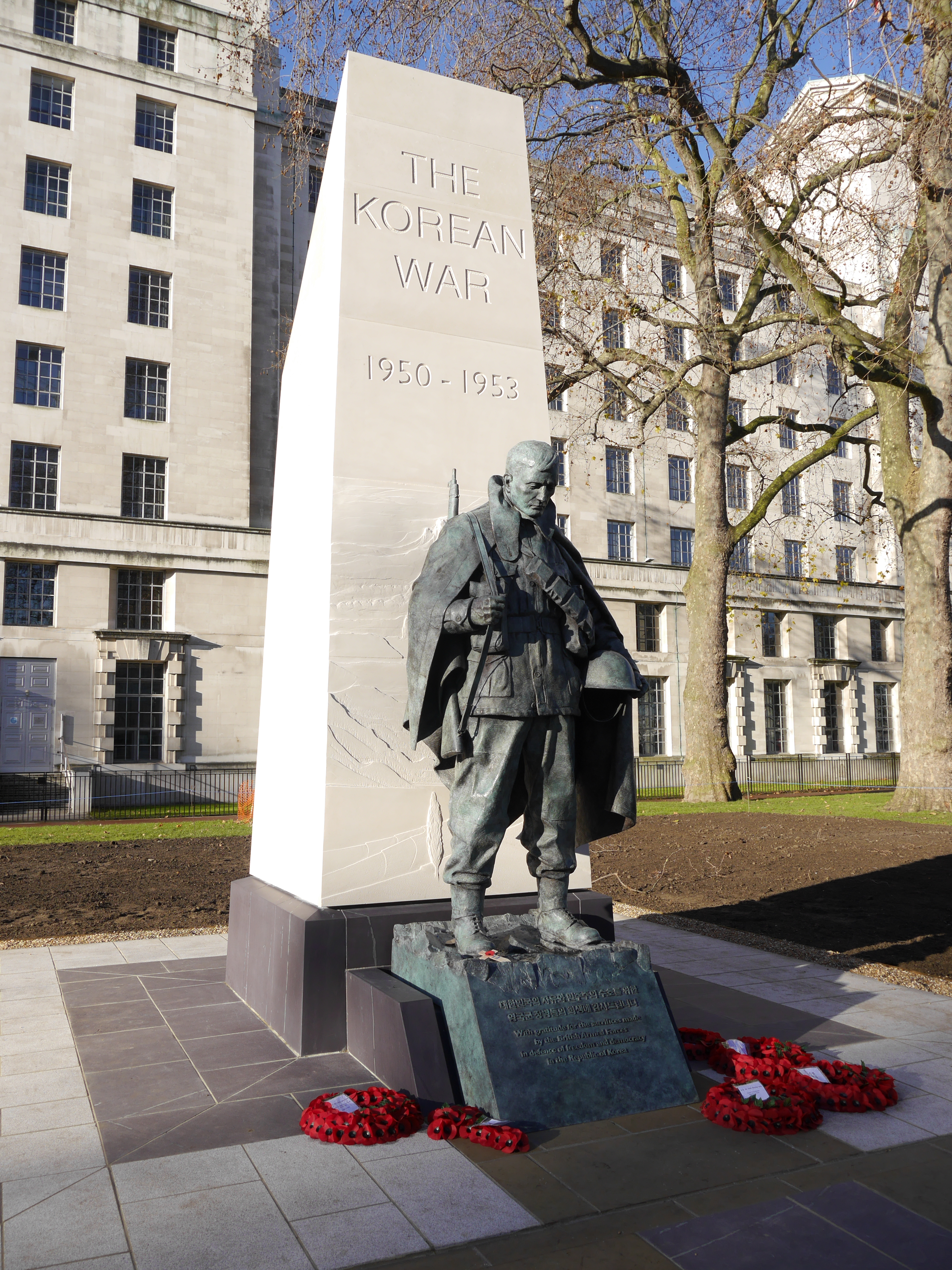
런던의 한국전 참전기념비

참전비는 사다리골 세개의 탑으로 이루어졌으며 3개 면에는 태극기와 영국의 유니언기, 그리고 다른 한쪽면에는 유엔 깃발이 새겨져 있다. 그리고 이 기념비에는 다음과 같은 문구가 새겨져 있다.
| "이 치열하고 참혹한 전쟁에 영국군은 제2차 세계대전에 참전했던 수많은 용사들이 참전하였으며, 예비군 및 젊은 의무징집병들도 합류하였다. 육상 전투는 수적으로 우세한 공산군을 맞아 험한 산악지대에서 혹독한 날씨를 무릅쓰고 싸워야 했다. 81,084명의 영국군이 전쟁 전역에 투입되었으며, 이 중 1,106명이 전사하고 수천명이 부상당하였으며 1,060명이 포로가 되는 고초를 겪었다." |
| --- |

## 같이 보기
- 6.25 전쟁 유엔군 파병 국가
- 6.25 전쟁 의료지원단 파견 국가

## 참고 문헌
- 국방군사연구소, 『한국전쟁』(중)
- 국방부 전사편찬위원회, 『임진강 전투』
- 중국 군사과학원 군사역사연구부 저, 박동구 역, 중국군의 한국전쟁사 2

- 6.25 전쟁과 유엔군 - 국방부 군사편찬연구소, 2015 (E-BOOK) 보관됨 2023-07-09 - 웨이백 머신
- 6.25 전쟁과 유엔군 - 국방부 군사편찬연구소, 2015 (PDF) 보관됨 2023-07-09 - 웨이백 머신
- 통계로 본 6.25 전쟁 - 국방부 군사편찬연구소, 2014 (E-BOOK) 보관됨 2023-07-09 - 웨이백 머신
- 통계로 본 6.25 전쟁 - 국방부 군사편찬연구소, 2014 (PDF) 보관됨 2021-01-11 - 웨이백 머신
- 유엔군 지원사 - 국방부 군사연구소, 1998 (E-BOOK) 보관됨 2023-07-09 - 웨이백 머신
- 유엔군 지원사 - 국방부 군사연구소, 1998 (PDF) 보관됨 2023-07-09 - 웨이백 머신
- 한국전쟁 요약 - 국방부 전사편찬위원회, 1986 (PDF) 보관됨 2023-07-09 - 웨이백 머신
- 한국전쟁사 제11권 - 유엔군 참전편 (뉴질랜드, 필리핀, 남아프리카 공화국, 태국, 튀르키예, 영국, 미국, 덴마크, 인도, 이탈리아, 노르웨이, 스웨덴) - 국방부 전사편찬위원회, 1980 (E-BOOK) 보관됨 2023-07-07 - 웨이백 머신
- 한국전쟁사 제11권 - 유엔군 참전편 (뉴질랜드, 필리핀, 남아프리카 공화국, 태국, 튀르키예, 영국, 미국, 덴마크, 인도, 이탈리아, 노르웨이, 스웨덴) - 국방부 전사편찬위원회, 1980 (PDF) 보관됨 2023-07-09 - 웨이백 머신

- The History of the UN Forces in the Korean War-2 (Australia, Canada, India, New Zealand, United Kingdom) - ROK Ministry of National Defense Institute for Military History, 1981 (E-BOOK) 보관됨 2023-07-09 - 웨이백 머신
- The History of the UN Forces in the Korean War-2 (Australia, Canada, India, New Zealand, United Kingdom) - ROK Ministry of National Defense Institute for Military History, 1981 (PDF) 보관됨 2023-06-05 - 웨이백 머신
- The History of the UN Forces in the Korean War-6 (Summary) - ROK Ministry of National Defense Institute for Military History, 1977 (E-BOOK) 보관됨 2023-07-09 - 웨이백 머신
- The History of the UN Forces in the Korean War-6 (Summary) - ROK Ministry of National Defense Institute for Military History, 1977 (PDF) 보관됨 2023-06-28 - 웨이백 머신